# Saint-Hellier
Nem összetévesztendő a hasonló nevű Saint Helier településsel.
Saint-Hellier település Franciaországban, Seine-Maritime megyében. Lakosainak száma 517 fő (2022. január 1.). Saint-Hellier Bellencombre, Le Catelier, Cropus, Les Grandes-Ventes, Muchedent és Val-de-Scie községekkel határos.

## Népesség
A település népessége az elmúlt években az alábbi módon változott:
| Lakosok száma | 440  | 456  | 455  | 459  | 475  | 489  | 504  | 507  | 517  |
|               | 2013 | 2015 | 2016 | 2017 | 2018 | 2019 | 2020 | 2021 | 2022 |